# Lac Chun
Le lac Chun est un lac de l'île principale des îles Kerguelen, dans les Terres australes et antarctiques françaises (TAAF). Il est situé sur le plateau Central à 180 mètres d'altitude.